# おはスタのコーナー一覧
おはスタのコーナー一覧（おはスタのコーナーいちらん）では、テレビ東京系列で放送中の朝の子供番組『おはスタ』のコーナーを記述する。

## 第1部

### 1997年から2000年のコーナー
おはスタ ジムナスティック
ドナルド・マクドナルドとレイモンド・ジョンソンがテーマ曲『ミラクルモーニング』(歌:やまちゃん)に乗って踊る。
後にジムナスひかる(田中光 (体操選手))が登場。テーマ曲が『HAPPY GO LUCKY』(歌:やまちゃんwithジムナスひかる)になった。
トムさんのサッカーテクニックス
サッカー指導者トム・バイヤーのコーナー。1998年開始。2010年終了。
ハイパーソング
ミュージックビデオのコーナー。1998年にはおはガールの『ダンダン de OHA!』(歌:おはガールApple)が登場。
ハコいりせがれ
せがれいじりのコーナー。
宇宙スペース
Jロープ スピードトライアル
怪人ゾナー
第1部でなぞなぞを出題して、スーパーライブに再登場する構成。

### 2007年9月から2008年3月までのコーナー
2007年9月から2008年3月まではお笑いタレントが登場して下記コーナーを放送していた。
ゲームコロシアム（担当：森三中→フットボールアワー→インパルス→山崎邦正→ほっしゃん。）
身近にある道具を使ってゲームを作り、それを出演者と競いあうコーナー。
30seconds show（担当：あべこうじ）
30秒で、豆知識を教えるコーナー。
ガールズチェンジ（担当：出雲阿国）
小学生の女子生徒からの依頼で今風のファッションにするコーナー。最後に歌で締めくくる。
さっくんのいきもの図鑑（担当：佐久間一行）
身近にいる昆虫や川魚などを捕まえ紹介するコーナー。捕まえた後はちゃんと逃がしている。
世界の偉人さん（担当：ネゴシックス）
ネゴシックスが偉人のコスプレをして、偉人について説明する。ネゴシックスがよくセリフを噛むので後期にはゴリが助手として説明していた。
OHAミュージアム（担当：RUN&GUN）
美術館に行き、展示品を紹介するコーナー。
Mr.スズキックスのスーパーイリュージョン（担当：ハイキングウォーキング）
出演者をひとり選んで手品のネタあかしをし、後のふたりは知らない状態でスズキックスが手品をする。
カナリアの物知りうんちく紙芝居（担当：カナリア）
紙芝居で物の起源などを説明するコーナー。
OHAランキング（担当：平成ノブシコブシ）
身近にあるものをランキングにして紹介するコーナー。
IQチャレンジ（担当：Bコース）
ネタで始まりその後に“IQルーレット”でゲームを決めて出演者と知恵比べするもの。タケトクエスチョンが映像を使い一箇所だけが変化するのでそれを見つけるもの、ハブクエスチョンが絵を使いある単語にするもの、ナベクエスチョンが言葉を使い、仲間はずれなどを見つけるもの。
超すんげー伝説（担当：ふくろとじ）
ふくろとじがスーパー小学生の技を見て、けんちゃんが挑戦するコーナー。けんちゃんは大きな口をたたいているが全く歯が立たないもよう。
OHA調査隊（担当：しずる→ゆったり感→チョコレートプラネット→インポッシブル）
身近にあるものを調査する。
OHAファクトリー（担当：アームストロング→永井佑一郎）
物の語源やできるまでをあてるクイズ形式のコーナー。
超やべーおは技（担当：カラテカ）
身の回りにあるトリビアを教えるコーナー。
今日から使える学校ギャグ（担当：上で紹介したタレント・ガリットチュウ・COWCOW・LLR・大好物・タカダ・コーポレーション・ハローバイバイ・デッカチャンなどが不定期に登場する）。
学校にあるものを使いギャグをするコーナー。
おは川柳（上で紹介されたタレントが不定期に登場。）
学校に関するお題を出し、それにあわせて川柳を発表するコーナー。

### 移動スタジオ OHAベース（2008年度）
レギュラー争奪早押しクイズ
メインとなるOHAベース立ち上げの前に行われた企画。レギュラー候補全員、白無地の襟付き半袖体操服に濃紺無地のハーフパンツ、白のハイソックスに運動靴。紅白帽子または紅白ハチマキをして参加した。
OHA心理
サウンドピンク オクニが音楽に合わせて心理テストをする。
心にひびけ 美しき歌詞をつけまSHOW!!
身の回りにある音（例えば、学校のチャイムなど）に勝手に歌詞をつけ楽しむコーナー。
笑劇戦隊タカダ・コーポレーション
大貫さんのわがままをおやきくんが解決。主に訓練や習い事などの体験リポートである。
正しい順番ナラベンジャー
5つの事柄（例:ハンバーグを作る手順）を正しい順番に並べる。できたらヒーローならではの掛け声をかけ、間違えると罰ゲームがある。
OHAデータ
コンピューターブルー トクがあらゆる調査結果をランキング形式で紹介。後期には、近未来に使用されると思われるものが挙げられたりした。
ヒーロートライアル
ヒーローに必要な判断力・団結力などを鍛える。
全員で伝えて レッツタッチ!
謎の箱を触る人とそのリアクションを見て答える解答者1人とに分かれて挑戦する。後期にはスペシャルチャレンジャーとしてエリカマネージャーが挑戦していた。
心と体をきたえよう!腹筋ドミノ
1分間で平均台に腹筋しながらどれだけドミノを並べ、きれいに倒せるとクリア。
正しい言葉を見極めろ!セレクトジャンプ
参加する5人それぞれに1文字ずつ割り当てられ、お題が出される。答えとなる5文字以内の言葉を見極めて、その言葉の順になるようにジャンプする。7問目でスピードUPし10問答えるとクリア。
心を一つに 答えを一つに レッツ タッチ!X'mas!?（12/24・12/25限定）
謎の箱をプレイヤーの前におき、手探りであてるゲーム。触ったものの名前を予想し、それの頭文字を書いて全員のものを合わせるとある単語が完成する。全員正解すると、クリスマスケーキが食べられる。

爆笑戦士エハラマサヒロ
エハラが全国の子供達のもとに行き、ギター片手にギャグで笑わせる。
めざせ!IQヒーロー
名称のとおり、IQクイズ。なお、IQクイズ企画は1部において2000年頃から始まっており、コーナー名やルールを変えながら2009年3月まで続いた。
ハイテーションのりきり講座
ヨシがいろいろなシュテュエーションで乗り切るものである。なおイタのリアクションが当たっていることが多い。
めざせ人気者ヒーロー
上のコーナーとほぼ同じで、判定するのは堤下。納得させると人気者たすきが手に入る。
オクニノオンガクデカクンン 覚えなきゃソング
暗記物を音楽をつけて覚えるためのコーナー。ゲストにタカダ・コーポレーションやエハラマサヒロも登場。
マナミのチャレンジコーナー（仮）
マナミがあることにチャレンジし克服するもの。ただマナミは逃げたりするためあまりよい結果になっていない。
電話で答えんジャー!
キッズが送った素朴な質問のお便りに対して、メンバーが答えるコーナー。
ラッキーヒーローチャレンジ（ひとりだけ起立ラッキー）
5人のメンバーから1人選び、だれが立ち上がるか予想する占い。

### ムッシータウン（2009年4月 - 2010年9月）
今日のイチオシ
毎日放送されるコーナーで、オープニングの直後で放送される。コーナーの紹介や、ムッシーやムシガールの自己紹介が行われる。
きょうのラッキーさん
毎日放送されるコーナーで、1部の最後に放送される。箱からムッシーのだれかが出て来て助言をするがその内容は助言としては変わった内容である。
わからないことが多すぎる…
キクチくんが、難しい単語（例：裁判員制度）や時事問題について町の大人に聞く。納得のいく説明できない人が多いため、最終的には専門家に解説してもらう。
みんなの答え
人生の中で、必ずぶつかる疑問について小学生数人と大人2人ぐらいに答えてもらうもの。
大人が輝く瞬間 さよならホームラン
大人の男性がさよならホームランを打つ演技をした後で、自らの目標を叫ぶ。
童心にかえろう　スキップ走
キクチくんとゲスト（老人や外国人など）が、スキップ走で速さを競い、幼少時代の気持ちを思い出させる。
お金大好き　ドロドロンーボー
お金が大好きなドロドロンーボーがとあるお店に侵入する。高価な商品や仕事道具・機械を独自で鑑定していくが、最後にはお店の人に見つかり、その発言に感動し、「こんないい人から盗みはできない」と言って帰っていく。
ウィムッシュ
コウモトとイノウエとアキナの3人が、フランス料理のレストランに行き、フランス語のメニューを2つ聞く。2つのメニューはおいしい食べ物と罰ゲームの食べ物とがあり、どちらかを言葉だけで当て、注文するコーナー。
大人のHeartをつかむEnglish
アリエル先生が英語を教えるコーナー。取り上げられる文章は英会話としては難しめである。
一生に一度は書いてみたい激ムズ漢字講座
先生にコウモト、生徒にマナミとイノウエが非常に難しい漢字を書く、クイズ形式のコーナー。
漢字の顔面表現師
アレクがある漢字を顔で表す、顔芸のコーナーである。
レキシのかみしばい
歴史の出来事をくーちゃんとコウモトが新しい語呂合わせの覚え方で教えるコーナー。だが紙芝居は特撮ドラマ風の紙芝居である。内容はじゅんメン（河本）がいろいろな怪獣（川島）とたたかうものである。虫ガールは文句をつけて退散するも、ヤスダくんは最後まで残り、歴史の解説をする。音楽は亀山耕一郎
オトナガールコレクション/アゲキュン
女の子があこがれる大人の女性の仕草を、「東京ガールズコレクション」よろしくファッションショー風に見せるコーナー。オトナガール（ムシガール）、オトナレディー（アキナかマナミ）、オトナさん（女装した河本）の順に披露される。
後にアキナが進行を務める講座風の「アゲキュン」にリニューアルされた。
No.1クイズ決定戦
埼玉県代表のヤスダくんと、東京代表のマナミちゃんでクイズ対決を行う。数問出題されるが答えはすべて同じ。必ずヤスダくんが勝つ。クイズ形式で様々なNo.1を紹介するものである。
くまだのスイッチのボタンシリーズ
発明家くまだくん（くまだまさし）がルーブ・ゴールドバーグ・マシンの手法を用い、さまざまな仕掛けを駆使して朝ごはんを作ろうと奮闘する。成功するまで毎日コーナーが続くため、失敗回数が増えるたびにナレーターを担当する子供に半ばあきれられながら紹介される。『ピタゴラスイッチ』のパロディー。
クリスマスバージョンに度重なる失敗にしびれを切らし、「3回チャレンジし失敗したら打ち切り」と条件をつけたが結局失敗に終わり、企画が打ち切られた。しかし、それから半年後に企画は復活し、タイトルの「くまだ」と「ボタン」の位置が入れ替わって新しいスタートを切った。
| 回 | タイトル                                                 | 判定 | 日目         |
| -- | -------------------------------------------------------- | ---- | ------------ |
| 1  | くまだのスイッチのボタン                                 | 勝   | 7日目        |
| 2  | くまだのスイッチのボタンのボタン                         | 勝   | 17日目       |
| 3  | くまだのスイッチのボタンのボタンのボタン                 | 勝   | パーフェクト |
| 4  | くまだのスイッチのボタンのボタンのボタンのボタン         | 勝   | 23日目       |
| 5  | くまだのスイッチのボタンのボタンのボタンのボタンでレバー | 負   | ギブアップ   |
| 6  | ボタンのくまだ                                           | 勝   | 22日目       |
| 7  | ボタンのくまだ 2nd                                       | 勝   | 9日目        |

おふろあがりジャンケン
牛の着ぐるみを着た楽しんごが独特なジャンケンをするコーナー。ジャンケンの後、必ず「勝ったぜ」「負けちゃった」などの発言をする。
ダジャレ番長
少年番長に扮するジュンとサトシが恋人であるアリエルとデートするために、あるお題のフリップを選び即興でダジャレを考える。そして、失敗すると成功するまで別のダジャレを考えるか、もしくはボタンを押して降参するかを選択する。なお負けるとアリエルにダジャレで文句を言われる。
ゲストとして、有名なお笑い芸人が参加する回があり、過去にはフットボールアワー（イワオヒゲ太郎とテル後藤）や、矢部太郎（カラテカ）と大西ライオン、中川家（兄：ツヨシ弟：レイジ）やトータルテンボス（大村・藤田）が参加したことがある。最近はアリエルが勝手に参加してかなり無理のあるダジャレやまったくだじゃれになっていない言葉を言う。また他の参加者に言わせる。このようにアリエルガ好き勝手やるため参加者を困らせている。ちなみにアリエルは絶対降参のボタンを押さない。
なんでもギモンを持つロッシー魚
ロッシー扮する「ロッシー魚」がいろいろな疑問をぼやく。しばらくするとサメが出現して顔の一部食われる。そしてその後に顔が全部食われるか連れ去られる。最後は「疑問は自分で調べましょう」というオチ。
学校のあるある詩吟
学校生活で『あるある』ネタをキッズ（ヤスダくん）が詩吟に乗せていう。ネタに対し、天津木村のムッシーがあるかないかを判定する。
イノウエ少年と大人のランプ
カッコイイ大人になれるという魔法のランプ。遊び大好きイノウエくんとおマセな少女アビが登場し、子供っぽいとアビに言われたイノウエくんは、ランプから現れたコウモトに大人の遊び方を教えてもらう。しかしそれを実践すると、アビに逃げられてしまう。
おら見ただ!
工事現場での会話。現場主任のイノウエと現場一のボラふきのコウモトがいる。仕事をしている監督のもとにコウモトが、珍しい生物の情報（例：タコと傘のハーフがいる!?）を持ってくる。その後に予想図を描いて想像し、しばらくするとお題の生き物のプリントされたTシャツ着たムシガール3人がその動物の話題をしながらやって来る。
なんでも!最新ランキング
いろいろな「物」（「人」ではない）からアンケートを取ったランキング。どういう訳か1位のみが、紹介されている物と全く関係がない。
ヘリコプターA（エイ）
アキナがヘリコプターのマネをし、紙で作られた目的地にグルグル回りながら到着しようと奮闘する。
かんだらマケ!ハヤクチコトバ
ヤスダくんがプロレスラーのコスプレをして早口言葉を3回言う。途中でかむとヤスダくんの負けとなる。
行け!タンケンタイ
探検隊の服装をしたレギュラー陣が、崖を飛び越える、細い橋を渡るなどの障害に挑戦するコーナー。
めったに見ない漢字講座
先生でさえ知らない漢字を書くコーナー。
頭がよくみえる四字熟語講座
大人でもわからない四字熟語をピックアップし紹介する。
キッズにわかりやすいことわざ講座
イノウエとマナミがことわざを今風に変えてわかりやすいものにする。
雰囲気を伝えるダブル漢字講座
同じ漢字を2つ連続で続けて使うことで、ある意味を表す漢字を教えるというもの。

街のムシガ
ムシガール数人の雑談が聞ける。
しっくりサイト.com
ムシガールの1人が、ちょっとした悩み相談（例：小顔になりたい）をマナミにすると、架空のサイトしっくりサイトにアクセスし質問として送信する。そうすると返信が来て、一言（例：パック）で回答される。
We are ムッシーズ〜トラベル&トラップ&トラブル〜
ムッシーの海外旅行での珍道中を題材にしたアニメ。途中でトラップが発動したり、謎の人物にあったり、大きな岩などにつぶされることもある。
栄養ダンス
摂取するとよいもの（例：ビタミンC）をAKINAがダンスを踊りながら紹介する。何を食べたら効くかを商店の店主が答えるVTRが挿入される。踊り子はたまにマナミやアリエルに替わっていたり、3人が勢ぞろいすることもある。
ないZOダンス
Akinaとムシガールが内蔵の仕組みを踊りながらヒップホップ風に紹介する。
ダジャレスケ番
ダジャレ番長の特別版で、AKINAとマナミがヤスダくんとデートするためにあるお題で戦う。ムシガールが、AKINAチームとマナミチームに分かれて戦った。結果はヤスダくんの自爆となった。
JJ・サニー・ヤスダのカッパ退治
ある日、コウモトのところにある手紙が届く。なんでも東京都台東区にある寺や多摩川でカッパを見たというものだった。しかし彼は家族旅行のために、弟子である、JJ・サニー・ヤスダが依頼を受けることになる。寺では像があり言い伝えであることが判明、ただし多摩川の件は日も暮れで母親が心配するということで打ち切られたのだった。

河本校長のひと言
ためになる言葉（ほとんどボヤキや嘆きに近い）を一言で語る。
今どきの女子
アラテン（小学生高学年）の女子を4人集めて、ファッションや好きな男性のタイプなどを語るガールズトークをする。まとめ役にキクチくんがいるがいつも振り回されている。
あのこ××じゃん
マナミ姫が、無意識に女子がしていることをクイズ形式で解説する。
世界の鳴き声
アリエルが日本語と外国語との動物の鳴き声の違いを紹介し、セリーヌ・マナミ・ディオンが実践してくれる。2009年秋からは、アリエルが斧を落とし、泉の精であるマナピクシーが日本の動物の鳴き声と外国の動物の鳴き声のどちらが聴きたいかと聞かれ必然的に外国のものを選択するパターンで放送。
クールな英語
上と同じ趣旨で、言えばカッコよく見える英語を取り上げる。
組体操
ムシガール数人が組体操に挑戦するが、題材が普通組体操で取り上げないものばかりである（例：シュークリーム、Vサイン、ジーパンなど）。ちなみに河本いわく、いつも何かおかしい。
街のウワサNEWS
AKINAキャスターと妖怪研究家の山口敏太郎を招いて日常に起こる珍事件を回答する。
絵描き歌
ボン・ジュール・イノウエと助手のコム・デ・コウモトの二人。イノウエが絵描き歌を歌って絵を描くコーナー。取り上げるものがあまりにもマイナーすぎてわかりにくい上に、たいていは東京付近にある建物の絵であることが多い。
大人の階段のぼる講座
河本が先生でAKINAが解説者として生徒である井上に社会のあらゆる状況に対応できるように知恵を教える。
大人の階段のぼる講座（女性編）/素敵な女性になろう
上のコーナーの女性版でほぼ同じ。生徒がマナミである。

教頭先生の仕事
教頭先生研究家「イノウエさん」がパネルなどを使って、悲観的に説明する。最後になぜかうさぎに例えたがる。
先生も知らない漢字SP!
今までやったものをクイズ形式で振り返っていくもの。

覗いてみよう
普段絶対にのぞくことのできない場所にカメラ取材をする。
いろいろな景色ツアー
ある一つのものを決めて、いろいろな角度からカメラで撮影する。ナレーターはエド・はるみ。
学校のあるある詩吟ベストセレクション
上で挙げたもののベスト版。
大人のHeartをつかむEnglish 〜実践編〜
普段取り上げているものを実際に外国人に話すと、クールと言われるかキクチくんとアリエル先生が実際に実験した。最初はキクチくんが緊張しろれつが回らないこともあったが、アリエル先生のフォローでなんとか成功した。

21世紀に残したい遊び
今はすっかり忘れられてしまった遊び（例：ベイゴマや面子など）を簡単に紹介する。
22世紀まで遊びたい
小学生に取材しに行く。その学校ではやっているものを取り上げ名人に話を聞く。
らくちんお手伝い
マナミが短時間で簡単にできる家事の方法を教える。
2丁目のマミちゃん
見方を変えると、何かの形（顔のようなもの）に見えるそんな物と会話しているが、他人から見ると、あまりにも不気味なため避ける。そんな、マミちゃんを観察してみよう。
ローテンション川柳
アスカが、川柳で世の中の出来事に対して、思っていることを披露する。しかし暗いものが、多くつまらない。
憧れの職業
みんながあこがれる職業を働いている人のところへ行き、どのようなことをしているのかを聞きに行く。
2分ちょっと分かる憧れの職業
2分に延長し、その職業の一日に密着し紹介する。
今日のおはチューブ（Ohasuta tube）
レギュラーコーナー以外の単発VTRを動画投稿サイト風に紹介する。YouTubeのパロディー。
アイツのやっつけ方
401戦無敗の男、JJ（Japan Justice）・サニー・コウモト先生（JJ（Justice Japan）・サニー・千葉のパロディー）が、実際には存在しない生き物を倒す方法を伝授する。地方の言い伝え（例：河童なら腕をへし折るなど）が元になっているケースもある。妖怪研究家の山口敏太郎が参加することもある。

### おはスタ645（2010年10月 - 2011年5月27日）
大半の企画は2010年10月以降にはじまったものであるが、放送開始直後から続いている企画や、シリーズ化されている企画もある。
えかきうた
2011年4月から始まった新オープニング。毎日いろんな虫たちの絵描き歌をする。リニューアル後も6月10日まで放送していた。
くまだの運試し
『ピタゴラスイッチ』のパロディで「ボタンのくまだ」からリニューアルされたが仕掛けは小さくなった。世界中の子供たちが今日1日良い1日でいられるように、くまだムシが運試しをする。仕掛けは主に風船を割るという。仕掛けは毎週変わり、5日目はいろいろ改造する。5日連続で失敗した場合は、先週と同じ仕掛けで成功させる。失敗回数が続くたび、ナレーションを担当する子供から半ば呆れられながら紹介される。2010年12月24日終了。
いま何時?
大きな時計の前でムラカミムシとマナミムシが遊んでいると帰る時間になった。2人が時間を気にし始めたらすぐに、ラートに乗ったイケダムシが時計の針となって現れる。手が短針、足が長針となって時間を教える。たまに変な形になることもある。真ん中の位置がおかしかったら尻を真ん中に持っていくが、気持ち悪い形になってしまう。イケダムシはムラカミムシをやらしてと思っている。
九九の歌
九九が覚えられないキッズのために変わった教え方をするコーナー。歌が始まった時ハマサキムシ、シンゴムシ、アッチャンムシが司会をし、その段の個性に合う歌を九九の替え歌で披露する。歌の中で元の歌詞そのまま出てくるところもある。
- 2の段　「千の風になって」 秋川雅史 歌 - 大西ライオンムシ　言える小2 - 88%
- 3の段　「TOMORROW」 岡本真夜 歌 - 暗黒天使ムシ　言える小2 - 83%
- 4の段　「Yellow Submarine」 The Beatles 歌 - トレンディエンジェル斉藤ムシ　言える小2 - 88%
- 5の段　「evolution」 浜崎あゆみ 歌 - 暗黒天使ムシ　言える小2 - 96%
- 6の段　「GOLDFINGER '99」 郷ひろみ 歌 - トレンディエンジェル斉藤ムシ　言える小2 - 79%
- 7の段　「島唄」 THE BOOM 歌 - 大西ライオンムシ　言える小2 - 50%
- 8の段　「LOVE PHANTOM」 B'z 歌 - トレンディエンジェル斉藤ムシ　言える小2 - 58%
- 9の段　「涙のキッス」 サザンオールスターズ 歌 - ムーディ勝山ムシ　言える小2 - 63%

なんでも ふりかけマシーン
もう中学生ムシ博士が作った、どんなものもふりかけに変えてしまう「なんでも ふりかけマシーン」でいろいろなお菓子をふりかけにするコーナー。ときには、起きてきたらすぐにハイテンションになるときがあったり、ふりかけを作っているときに自分で作った歌を歌うときがあったりする。最後にお菓子ふりかけのおいしさを★で判定をつける。たまに0個とか1.5とかも出る。
みんなの合いの手歌
童謡の歌が合いの手になっている。歌は絵でも表現される。「桃太郎」の歌では最後にWコロンのねづっちが登場し桃太郎をお題に謎かけをする。「森のくまさん」は、タイプAとタイプBの2種類がある。歌は「森のくまさん」を慶應大学合唱団、「桃太郎」と「鳩ぽっぽ」は早稲田大学合唱団が担当する。
まきキャラ寿司
しずると後輩職人の健ちゃんムシが、様々なキャラクター等を題材にどちらがきれいに作れるかキャラ寿司握り対決をするコーナー。下手に作った方には、食通のお客様チャドムシからお仕置きの雷が落とされる。たまにドローで全員雷が落とされることもある。さらに、巻き寿司の話をしていたらもう一度雷が落とされることもある。対決が終わった後、正しい巻きキャラ寿司の作り方を教える。
どんぐりコロコロ
しずるの2人が「どんぐりコロコロ」の曲に合わせて歌詞と同じことをするコーナー。イケダムシがどんぐりさん、ムラカミムシがドジョウさん役となる。「お池にはまって さあ大変」の部分は池が小さいためそこのところは何回も失敗している。これまでいろんな対策を考えたが結局失敗したので、ドジョウさんは今どんぐりさんのことを嫌いになっている。
楽しんごじゃないヒトをさがせ!!
たくさんいる緑タイツの楽しんごムシの中に1人だけ偽者が隠れている。ドドスコダンスを踊っている間に偽物楽しんごムシを探すことができるかというゲームである。場所はレベルの高さによって変わる。2回続けてゲームをするときもある。偽物楽しんごムシは2人出てくる。灰色タイツの太っちょムシと、黄色タイツのメガネムシと呼んでいる。誰が演じているのかは不明。
コトバムシ
体でコトバを作るのが大好きなムラカミムシ、イケダムシ、大西ライオンムシ、マナミムシ、楽しんごムシの5人が、お題の言葉を体で表現することに挑戦するコーナー。最初にイケダムシが、「ちゃんと文字作れるか心配だな〜」という。そしたら大西ライオンムシが「心配ないさー」とテンションを↑させるネタを言うが、たまにネタを言われることもある。大西ライオンムシは主にジャンプを担当している。だが途中でイケダムシが海で拾ったチャドムシが参戦した。そのためライオンムシが脱退し、現在はコトバの気持ちがわかるように修行している。
にらめっこTVショー

マチガイ漢字
しずるムシが出演する。「魚」と「黒」、焼けた黒い肌はどっち？のように問題を出し、その後しずるムシが再現する。イケダムシが間違っていると「も〜 や〜だ〜よ〜…」などという。
絵を現実に

ラクガキ算数

みんなのギモン

タテ笛ムシくん
公園が舞台のコーナー。ゴー!ミナガワムシが街にあるいろいろなものを、なんでもリコーダーで吹くコーナー。最後に吹いているものと同じものが出てき、それと合わせてリコーダーを吹く。そのあと吹いた物の楽譜が出る。
行け!フラフープマン
ユウキくんが困っているときに現れる。なんでもフラフープで助けるムッシータウンの新ヒーロー。でもフラフープマンがやることは全く役に立たないことばかり。フラフープマンの声は緒方文興が担当している。
どうぶつのつぶやき
マナミムシがいろんな動物の秘密を教えるコーナー。そのあと動物と会話をしているように勝手につぶやく。会話が終わった後テレビを見ているみんなに動物の秘密をあまく説明する。説明が終わったらマナミムシが話していたことを動物が実際に見せ、ナレーションが詳しく説明してくれる。
くまイム
くまだムシが、ものがない場所でも、いろいろなものがあるように見える不思議な動きを舞台で披露するコーナー。お題は主に、「壁があるところ」、「ドアを開ける人」、「ロープを引っ張る人」の動きをする。その動きに合わせてくまだムシの服装も変わる。不思議な動きをしている途中に、恥ずかしい悲劇がおこる。その後なぜか舞台のカーテンが早く閉まる。
動体視力
主にしずるの二人がゴムパッチンはどっちに飛んでゆくのかを視力するものである。最初に動体視力の意味と動体視力がすごいボクサーのことを説明する。レベルは「ネズミさんクラス」、「蛇さんクラス」、「お馬さんクラス」、「チーターさん」クラスの4つある。視力が始まる時、2人が互いに睨み合う。ゴムが太いと分かりやすい。
教えて!ながらチャン
ながらチャンことアキナムシが、普段やっていることでも、一工夫でこんな感じになるということをするコーナー。最初に「○○をしながら、○○をしているんです。」という。特に足を動かすことが多い。そのあと「そのおかげで自分でも信じられないようなことが出来る様になった」と言う。ながらの説明が終わった後かっこいいダンスを披露する。ダンスに流れる曲は洋楽が多い。
ムシりとり
しりとりが大好きなカバが住む島で、しずるがしりとり対決をするコーナー。しりとりを間違えたり、続かなかったりすると、カバにお尻をむしり取られちゃう。最初に遠く離れたカバ2匹がしりとりのお題を出す。お題は主に言葉しりとり。最初の言葉は、お題の最後の言葉になる。しりとりが始まるとカバがどんどん近づいていく。主題歌と2頭のカバの声は阿多野Dと磯崎APとプロデューサーが担当する。
ただ、イケダムシが基本的に負けるため、ラスト3回は楽しんごムシ・もう中ムシが登場し、最終回では楽しんごムシともう中ムシで対決した。
朝礼〜くまだ校長の面白い話〜
最初にムラカミ先生が朝礼の合図を出し、くまだ校長からのお話があるという。その後くまだ校長が登場し、朝礼とは全く関係ない話を言い聞かせる。生徒たちはその話に文句をつけて退散する。中には挨拶をするだけで退散する人もいる。
ワニとチャド
ワニに乗ったチャドムシが特定の国の情報に異常に詳しい動物「ワニ・チャド」になって、オーストラリアの秘密を教えてくれる。
遊び楽しんご
楽しんごが普段何をして遊んでいるのかを観察する。子供5人と一緒に毎回変わった遊びをする。
楽しんごのオト
「かごめかごめ」の少し変えた遊び。楽しんごが「楽しんごのオト」と言ったら鬼ごっこになる。
楽しんごが転んだ
「だるまさんが転んだ」を少し変えた遊び。転んだの場面で止まるのではなく転んだと言われたら本当に転ばなければいけない。その他にもいろいろあるがちゃんとできていなければ鬼担当の子供が「佐藤信悟くん、ダメ!」と楽しんごを本名でいい指をさす。
フルーツ楽しんご
「椅子取りゲーム」を少し変えた遊び。
おはスタ645緊急事件
11月8日に放送していたコーナー。しずるがくまだムシ、もう中学生ムシ、当時645ファミリーじゃなかったチャド・マレーンに謝る。しずるが『ピラメキーノ』に出演して、番組宣伝をかけて仁義なき五番勝負で勝負をしたが負けてしまったからである。謝った後、チャド・マレーンが「アホか!!!」と怒った。
OHAジャイアンツ
読売ジャイアンツの投手たちが視聴者からの質問に答えるコーナー。投手たちは月曜日から木曜日まで出演する。出演する投手は毎週変わる。オープニングでムッシーズ達がホームランを打ち、打ったボールから質問が出てくる。質問を送った人には、質問を答えた投手のサインボールをプレゼントする。4日間発表されるキーワードを記録して応募すると、投手たちのサイン入りバットやサイン入りグローブなどが当たるプレゼントもある。
トムさんのOHAサッカー
サッカーのコーチトム・バイヤーがサッカーの豆知識やテクニックを教えてくれる。オープニングではムッシーズ達がサッカーをする。コーナー名称や企画内容は変わりつつも、唯一1998年4月の1部放送開始当時から続いている。かつて金曜日のみ放送されていたコーナーであり、現在はOHAレスリングが全50回終わるまで放送は終了している。
OHAレスリング
トムさんの後に続くコーナーであり、1989年東京都高校チャンピオンのくまだムシ選手が視聴者からの質問に答えるコーナー。オープニングはケンコバムシとヨシダムシがレスリングをし、ケンコバムシが吹っ飛ばされる。OHAジャイアンツと同じ内容。質問を送った視聴者には、くまだムシのサイン入り片方の靴下をプレゼントする。また、毎回発表されるキーワードを記録して応募すると、くまだムシ愛用のサングラスが当たるプレゼントもある。キーワードは全部で50個ある。
英語
英語が上手な謎のムシさあなムシが毎日一方的な英単語と英単語の意味を教えてくれる。始まった時大塚愛の曲がゲーム風に流れてくる。英単語は毎週変わる。忙しい用事があったため同年12月3日で終了したが12月22日より復活した。10月4日から10月15日までは最初に、日本経済新聞7月1日朝刊の新聞を見せていた。
なれるかな?
『できるかな』のパロディで、もう中学生ムシがダンボールを使ってゴミ太くんムシが出すお題のキャラクターになるコーナー。ゴミ太くんムシは「ゴミゴミ〜」としゃべるが、時々喋る。たまにもう中学生がキャラクターになっている途中にゴミ太くんムシに邪魔をされるときがある。主題歌は慶応大学合唱団が担当する。
もう中オーケストラ
たくさんのもう中学生ムシがお菓子や遊び道具などを使ってオーケストラをするコーナー。演奏をする人はいろんな変顔をする。道具を鳴らしているだけではどんな音が出ているのか分かりづらいため、左下に音楽の音階が出てくる。
今日は何が浮かぶかな?
ゴミ太くんムシがなんでも風船で浮かせるコーナー。風船1つで浮かばなかったら風船を1つずつ増やしていき、浮かぶまで増やし続ける。
街にしずるムシがやってきた
しずるの2人がアニメのキャラクターとなって街中でお話をする。会話のお題は2人の横に書いてある。
頭がやわらかくなる645テスト
ムシ達が頭がやわらかくなる試験に挑戦するコーナー。問題は全部で5問、答えを間違えると頭上の風船が割れる、7問のうち5問以上正解できると合格というルールである。不合格になった場合は頭がやわらかくなる刺激が与えられる。
宇宙で宇宙食を食べたい!
宇宙にあこがれるもう中学生ムシとチャドムシが宇宙っぽい事に挑戦する。2人は宇宙飛行士のつもりでもう中ムシ氏とチャドムシ氏と名乗リ、宇宙服のつもりで気泡緩衝シートを着用している。そして宇宙と叫ぶだけでテンションが上がり、「宇宙、宇宙」と叫びながら踊りだすが、すべってごまかす時も踊りだす。
最後に宇宙に向かおうとするが、動物に襲われ「宇宙に行くの、明日にしよ〜!」と逃げ出してしまう。これにより、宇宙の旅は延期される。終盤には楽しんごムシが登場したが、彼も2人と同じように動物から逃げ、結局延期される。最終的には「宇宙に行くの、もう辞めよ〜!」といい、宇宙のたびは中止となった。
レンジャー5 〜今日の主役は誰だ!?〜
ムシレンジャーがムラカミカントクの出すお題の必殺技をかっこ良く決める特撮コーナー。ムシレンジャーの4人が楽屋でお話をしていたらピンクが遅れてくる。
技はジャンプをしながら攻撃をするもの。一番かっこ良く決めたヒーローが今回の主役に選ばれる。
ムシレンジャーのメンバーはレッドレンジャー（イケダムシ）、ホワイトレンジャー（くまだムシ）、グリーンレンジャー（チャドムシ）、ゴールドレンジャー（ヤベムシ）、イエローレンジャー（楽しんごムシ）、ベージュレンジャー（Qタロウムシ）、ピンクレンジャー（主にD-ハツラツの山内美奈子）。
ムシレンジャーの敵は「ワルムシー」という軍団。対決シーンが撮り終わったら今回のピンクの悪いところを話し合い、強くなるための指示を出す。
音楽は川村栄二と斉藤恒芳が担当。
スティックボー -STICK BOW-
海と火山に挟まれているスタジアム「コロムシアム」で駆け引きマジシャン・ムラカミムシと無鉄砲サイボーグ・イケダムシがスタジアムの中心で決闘をする。2人はスティックの壁で見えない。最初にウソの女神マナミムシがルールの説明をする。
ルールは、防御ムシ、攻撃ムシの順にスティックを5つの中から選び、相手より先に顔に命中させたほうが勝ちとなる。なお、1度選んだスティックは変えられない。
勝ったムシには勲章を、負けたムシにはスティックの罰が受けられる。ムッシータウンではテレビ放送されているらしい。
音楽 - 高木洋
おめざめダンシング 〜体を動かし目を覚まそう!〜
月曜から木曜まで放送される。ムシ達があるアーティストの曲でアドリブでダンスをする。その隣で子供2人がマネて踊る。
ピッタリ ハマろう!〜キャスターイス弁当
キャスター椅子に乗ったおかずたちがマナミムシの弁当箱の中にぴったりはまるコーナー。おかず達は毎回変わる。流れる曲は「おべんとうばこ」の替え歌。全部がピッタリはまらなかったり、1つでも椅子から落ちたりすると、マナミムシに嫌われおかず達が弁当箱の中から全部落ちてしまう。
簡単で スグ出来て かわいい髪型ってないかなぁ
女子力↑を目指しているロン毛の男たちQ子、川子と、小2の女の子エミリの3人が可愛い髪形を探すコーナー。話が終わったら、ヘアアレンジの妖精 やっこさんを呼び、かわいい髪形になる魔法をかけてもらう。しかし魔法は心がきれいな子しかかからないため、Q子と川子にはマニュアルのDVDをプレゼントし、自分で勉強させる。
オモシロコトバ
くまだムシが2つの意味をもつ言葉遊びをするコーナー。言葉が思いつくと、マンホールの中から顔を出し、顔が右を向くと怖い言葉、顔が左を向くと怖い顔になり、普通の家庭の言葉という設定。
ウィンナーポリス
ウィンナー市民達の平和を守るウィンナーポリスウィンナー課のケダ警部とムラカミ警部がウィンナージュを使って犯人を逮捕するコーナー。毎回無視たちが助けを求め、池田が「その犯人はどんなやつなのか絵をかいてくれ」とボードを渡し、簡単に絵を書く。「しかしこれじゃ分かりにくい」と言い、ムラカミ警部を呼び、ウィンナージュを出す。ウィンナージュとは犯人の特徴をウィンナーで再現する最新のモータージュ技術。犯人の特徴を聞き、犯人を作る。完成するとイケダが逮捕しに出動する。キャッチコピーは「ウィ〜、ウィンナー!」。
キャワイイ美容院
奴さんの後期であり、美容院に毎回エミリちゃんがやってき、ムラカミムシが「キャワイイカプセル」という大きなカプセルをかぶせ、可愛い髪形にさせてくれる。しかし顔まで変わってしまいQちゃんの顔になる。もい一回かぶせると顔は元に戻る。最後はマニュアルのDVDをおまけしてくれる。次の日あの髪形やってみようとDVDを見るが、映像の最後はQちゃんが登場し、エミリちゃんは「何でQちゃんやねん」などという。
今日の最強誕生日
毎日放送されるコーナーで、1部の最後に放送される。鑑定士ムシが毎日一番ラッキーな運勢を持っている誕生日を発表する。その他の人にも、ラッキーなことが起きる様にアドバイスをくれる。監修は弦エニシが担当。現在は終了。
今日のダジャレ
最強誕生日の後継コーナーで毎回ムシたちがダジャレを披露する。ダジャレが終わったらみんな、「この後のスーパーライブ見て、機嫌直してね」という。
みんなでリズムシ
手足を使って動きを覚えるゲーム。「パン」「チン」「ドンドン」「ピョン」の4つのポーズがある。ムラカミムシ、イケダムシ、くまだムシ、サクマムシ、チャドムシの5人が、リズムをそろえて踊る。5人がそろっていなかったら雷が落ちる。
イングリッシュガール斎藤さん
がんばれ!今井仁さん
早朝の連続石ドラマ 夢をあきらめない
2011年4月4日から5月13日まで放送されていたドラマ。全30話。主題歌は「TOMORROW」。
登場人物
石野石子（声 - AKINA） - 本作の主人公。石川県出身。トップアイドルになるのが夢。一度決めた目標はやり通そうとする頑張り屋。
石園寺石華（声 - 愛実） - みんなの憧れの存在。普段はお嬢様っぽく威張っている。
虹野小石（声 - 愛実） - 双子の妹。優しい性格。
石原石実（声 - AKINA） - 石華の子分。
長石石菜（声 - 愛実） - 石華の子分。
シャロン・ストーンヌ（声 - 愛実） - 24話登場のアメリカ人。
石橋先生（声 - 緒方文興） - アイドル養成所の先生。
笑っていいとり! Powered by Duel Masters
コッコ・ルピアの声 - 岩田光央
『笑っていいとも!』のパロディ。その番組内でのコーナー『テレフォンショッキング』のようにコッコ・ルピアが『デュエル・マスターズ』のクリーチャーたちと話をする。始まると「友達の輪」のような「鳥達の輪」を言う。最後に次回のゲストを紹介する。
デュエル・マスターズDASH検定

### おはスタ645（2011年5月30日 - 2012年3月30日）
ちょいレア社会科見学
リニューアル以降のメインコーナーで、1週間通しで行われる。しずるムシが子供たちの憧れる職場や施設に訪問し仕事を体験する。
ラッキー注入!血液型占い

ラッキーカップチョイス
楽しんごがどのカップの中にいるのか当てるゲーム。
目指せ!プチ☆スター

フエデナンツッテルーノ?
バッハのような格好をした縦笛で言葉を伝えるシソンヌムシのナンツッテルーノ君が、何て言ってるか当てるゲーム。もう一人同じ格好をしたハセガワムシは指揮を担当。
歌う!めっちゃスゲェ偉人伝
2700ムシの2人が「めっちゃベイビー」という歌で偉人たちのスゲェ所を教えてくれる。
お目覚め ハイテンションダンス
耳をすませば聞こえてくる…
アンキーラップ
MCお肉ちゃん（ミサイルマン西代）が「オリジナルのラップ」で数字の位を教えてくれる
あたりまえ体操
COWCOW のタダムシ・ヤマダムシの2人が、誰もが知っている「あたりまえな事」を体操で紹介する。これはCOWCOWの現在のネタにもなっていて、他局でも放送している。歌はオフィス樋口。
レッツDO YOダンス!
ハイテンションダンス!!の後期。
ムッシーズ図鑑
ムッシーを紹介していくコーナー。毎回芸人がカチューシャをつけ、ムシに変身してしまう。

### おはスタ645（2012年4月2日 - 2013年3月29日）
ギャグムシ達が地球を侵略!?
アバン。地球を征服するため、今日もギャグムシたちは地球へと向かい、さまざまな指令に挑戦するのであった。
音楽 - 渡部チェル
クイズで頭を鍛えろ!
地球征服のため、バカムシトリオをクイズで特訓する。優秀なムシキッズ達がクイズを出題、1問につき3人全員が答えられなければならない。
サカサンバゲーム
サナキングが考えたキッズ達が楽しすぎて夢中になる。2チームに分かれて3vs3で対決。
横に並んでいる3人に対してゲムゴロウさんがある動作を表す言葉を逆さにして読み上げる。3人はその言葉通りの正しい読みのアクションをする。
誰か1人でも間違えたら即終了、より多くの問題を答えチームの勝利。「チャチャマンボゲーム」というパロディもあった。
爆笑!ギャグムシバトル
G64星で大人気のカードゲーム。
3択じゃねーよ!2択だよ!
地球を征服するには本物を見抜く力が必要という理由で、フトッチョウチョが企画した2択クイズ。
ムッシーズ わくわく大レース
アホンシュタインのビックリドッキリ科学マジック
知りたくなかったショッキング雑学
お仕置き
調査結果をサナキングに報告する。だが毎回毎回バカマキリたちが余計なことを言い、ビリビリを受ける。その際「うわ〜、シビれる〜」と言う。後期からは、放送されなくなった。BGMの作曲は佐藤直紀。
リズムシ2700 色んなとこ見て!とにかく見て!
ツッコミュージアム!
2013年度でもほぼ同名の類似企画がある。絵の担当はアメンボーンとネゴネゴヤゴ。
あたりまえ体操
おたこ体操第一
ギャグムシアター
サワヤカブトの暗記ダジャレ
バカマキリの今日もやっちゃった
フトッチョウチョのフトッチョヨガ
ガリッチョウチョの何でもけん玉

### おはスタ645（2013年4月1日 - 2014年4月4日）
オープニングソング
9月2日から始まった。園長、甘栗、トンデレラ、ガリラ、Gそれぞれのキャラソン。2014年からは曲が変わった。2月下旬以降に更に変わり現在は「ボケ・ツッコミ体操」。
スーパー園長のキャラソン 「スーパー園長のスーパーソング」、「お母さん」
甘栗ちゃんのキャラソン 「甘栗ちゃんのマロンマロン」、「マロンLOVE」
トンデレラ姫のキャラソン 「トンデレラ姫のトンデもラブソング」、「恋の三ツ星レストラン」
マウンテンガリラのキャラソン 「ガリラのガリガリ数え歌」、「ガリゴリロックンロール」
ダンボールGのキャラソン 「ダメロボ音頭」、「ロボット嘆き節」
645ランドのヒミツ
キャラクターのヒミツを解説する。
645ランド★ミュージックシアター
お笑い芸人がオリジナルの歌を歌う。おはガールちゅ!ちゅ!ちゅ!、くるくるスーシーズの曲が流れるときもある。
甘栗やっちゃいました
甘栗ちゃんがみんなから寄せられる疑問を実験するコーナー。実験するときにスーパー甘栗ちゃんに変身する。
トンデレラ姫の鏡よ鏡…鏡さん
魔法の鏡がトンデレラ姫より美しいものを紹介する。
ガリラ アニマルシークレットカーニバル
ガリラがパラパラダンスを踊りながら、動物の秘密を教えてくれる。
ダンボールGフューチャー
ダンボールGが近い将来作られるであろう物を紹介する。
ロバート秋山の迫力だけで乗りきろう!
マッスル漢字書き順テク肉ス
なかやまきんに君が漢字の正しい書き順を教えてくれる。
ダジャレビッグバン
新芸発掘!645オーディション
THE図工マンのダンボール図工
噛まずに言おう!カミ神ワード
ダンボールCのダンボールチャレンジ
略してダンボールCのダンボールC。THE図工マンの作ったダンボールの道具で色んなチャレンジをする。
3択じゃねーよ!2択だよ!
2013年度にも似たタイトルの類似企画があった。
目指せ一人勝ち!おはジャン
ハンサムなぞなぞ
ダンボールGカード
J★Dee'Zの変顔BANG
ウェルカムQ
おはスタ645ランドに来てくれたキッズ達をクイズでお出迎えする。
時空を超えて大脱出!連想タイムマシン
タイムマシンに乗っていると事故に遭遇し、ジュラ紀に来てしまう。しかも恐竜が向かってくる。生き残るため、想像力を使うアトラクション。挑戦するのは3人。案内人はウクジー。
元の時代に戻るにはタイムマシンを直すしかない、それには3つのパスワードを入力する必要がある。ウクジーが出すヒントから連想し、90秒以内に入力しないと食べられてしまう。
究極の選択!アンケー島
判断力が試されるアトラクション。案内人はゴーレツ。この島では様々なアンケート結果がクイズとして出題される。アンケートはキッズ100人に聞いている。
イヤイヤ塔では、挑戦者は3人。塔内で出てくる究極の選択に対してイヤだと多く答えた方を3人で協力して当てる。見事3問正解して塔の最上階まで上れば、王様から賢者の称号が与えられる。ただし、2問間違えるとそこでゲームオーバー、魔物の餌食になる。
ミステリー塔では、全員参加。キッズの周りにいるかもしれない不思議な生き物を、この塔の主Dr.ビン太郎が研究している。ルールはイヤイヤ塔とよく似ているが、個人戦で、間違えた人はそこで塔から強制排除される。
アリバイを証明しろ!怪盗オハーは僕じゃない
事件の容疑者となったプレイヤー、記憶力をフル回転させて、自分のアリバイを証明させるアトラクション。挑戦するのは1人。担当刑事はオトシ吾郎。
ある日の夜、おは3丁目に住むオカネもちおの家で事件発生。黄金のグラスが盗まれた。犯人は怪盗オハー、誰かが怪盗オハーじゃないかと疑われている。
疑いを晴らすには、アリバイを証明するしかない。イラストを見て、記憶を頼りに質問に答える。3問正解でアリバイは証明、しかし3問間違えると容疑者として拘束される。
7月29日から挑戦者が3人になった。
最強キーパーを倒せ!大逆転シュート
頭の回転の速さが試されるアトラクション。挑戦するのは3人。
FCタコーズの最強ゴールキーパータコージャスに追い詰められているおはスタFC。大逆転するためにシュートを決める。
キーパーから出るお題に正解すればゴール、間違えるとボールは弾かれノーゴールとなる。1人につき30秒シュートを決めるチャンスがある、合計90秒の間に逆転出来ればクリア。
表彰台にキチンと並べ!Who is the Winner
みんなで力を合わせて答えるアトラクション。挑戦するのは4人。チャンスは2回。司会はウグイス嬢つばさちゃん。
あるテーマにそった順位を予想し、間違わないように表彰台に並ぶ。正解ならば王冠の旗が、不正解ならばどくろの旗が上がりお仕置き。
言葉をつないで全駅制覇!シリトレイン
しりとり鉄道の新幹線シリトラくんに乗って、挑戦する3人に運転手になってもらい、駅の間のしりとりをつなぎ、目的地を目指すアトラクション。
1問につき制限時間は30秒、3文字以上の言葉を回答、そうすると次の駅に進める。挑戦者は1問につき1人だけ、3人全員が不正解でゲームオーバー。
ただし、地名、人の名前、文章は禁止で難易度はかなり高めである。
大魔王を倒せ!回文魔法使い
前から読んでも後ろから読んでも同じ文章「回文」を使って大魔王オハハーンを倒すアトラクション。挑戦するのは3人。3人を森の妖精キラリちゃんが助けてくれる。
森で暴れるオハハーン。魔法攻撃をするには、3つの石碑に書かれた回文呪文を唱えればいいのだが、一部が虫食いになっている。
1つの魔法につき制限時間は40秒、早く答えれば大きくダメージを与えることができる。答えられず倒せなければ、オハハーンの魔法でカエルの姿に変えられてしまう。
間違えずにセリフを読め!早口言葉ドラマ
アテレコのようなアトラクション。挑戦するのは3人。監督はピョコ山ピョコ男。
ドラマの台詞の中に言いづらい言葉が沢山入っている。台詞を間違えずに早口で最後まで言えたらゲームクリア。
少しでも間違えたら最初からやり直しとなる。どうしても無理な時はお手本さんがお手本を聞かせてくれる。
ボケにうまくツッコメ!ツッコミュージアム
ある画伯が描いた絵の中に、5つのボケが隠されている。そのボケを見つけて挑戦者3人がつっこむアトラクション。
ボケにはそれぞれ得点がある。見つけづらいボケほど高得点。絵を見る時間は20秒、その間にボケを見つけて、3回ツッコミを入れて1000オモシロイを目指す。ボケを見つけても、ツッコミ方が違うと不正解。
7月24日から、挑戦者4人の個人戦で、一番高得点のボケをつっこんだ人がツッコミ王となるルールに変わった。
笑いをこらえろ!お笑いフェアリーズ
笑ってはいけない所にやってきた挑戦者達、もし笑ってしまったら怒られて、その場から追い出される。
隠された謎に迫れ!ミステリートラベラー
操縦士はステリーだったが現在はミステリーシップGに改造されたダンボールG。案内人は山口敏太郎。
ワッキーサファリパーク
ワキゴローに名前と顔がよく似た奇妙な動物を見たり生態を教えてもらったりするアトラクション。
元ネタとなった動物の生態も教えてもらえる。

### おはスタ645GO!GO!!!（2014年4月7日 - 2015年4月3日）
メインコーナー
世の中の「気になること」にリポーターが体当たりで調査・検証する。
バキバキ!モンスター
ネゴシックスが描いた漫画。声もネゴシックスの担当。「645ランド」の頃はふき出し付の静止画だったが「645GO!GO!!!」からは実際にキャラが動くアニメーションになった。
GO!GO!!!セレクション
月曜:くるくるスーシーズ→不在
火曜:もっふりモフ☆モフ（アニメ）
水曜:Larva（アニメ）→モンスター・ハイ こわイケガールズ（アニメ）
木曜:くるくるスーシーズ→不在
金曜:Larva（アニメ）
きらめけ!!メガネボーイ
竹若元博が描いた漫画。声も竹若元博が担当
ビンタウロスの森
ミステリー界のイケメン馬・ビンタウロスがとっておきのミステリーをご招待。
探偵アントニー
マテンロウが不思議な生物を調査。

### おはスタ645（2015年4月6日 - 2016年4月1日）
お目覚めクイズ! ペッパーのロボどっち?
オープニングクイズ。内容は豆知識、インチキ、成功or失敗の3種類である。
OHAランキング
メインコーナー。
トムとあやのOHAサッカー
トム・バイヤーと宮間あやによるサッカーテクニックを紹介。
OHAベースボール
読売ジャイアンツの選手が視聴者からの質問に答える。
アニメ『コトリサンバ』
『チャージ730!』の放送に伴い終了した『のりスタE-ネ!』より移動。
アニメ『妖怪ウォッチ』セレクション
人気アニメ『妖怪ウォッチ』の傑作選。2014年10月 - 2015年3月までは金曜7:30-8:00に『妖怪ウォッチ ベストセレクションだニャン!』として放送していたが、『チャージ730!』の放送に伴い当番組コーナーとして2015年4月より内包。基本的に、当日夕方に放送される本編に登場予定の妖怪に関連した過去のエピソードを放送する（例：2016年3月18日では第54話の「妖怪 ガシャどくろ」を放送したが、ガシャどくろが当日の「3年Y組ニャンパチ先生 学級崩壊学園」に登場した）。

## 第2部
「第2部」と書かれてはいるが、2016年4月以降、通常生放送の7時5分以降しかないため、それについても記載する。

### 現在のコーナー
さきどり！爆速カレンダー→おはスタ調査隊（毎日）
たいくくんの愛ラブおはトモ！（火曜日）
MasuOHA!GAMES（火曜日）
イノサク探検隊（水曜日）
チョコスタ！（水曜日）
誰でもできる！クック池崎の激安駄菓子クッキング（金曜日）
ボトルマンシューティングバトル（金曜日）
キュンキュンAMIDA！！（金曜日）
2021年1月8日から始まったあみだくじのコーナー。
きょうのお天気→スバにぃの天気予報（毎日）
全国の天気予報（テレビ東京系列局がある札幌・東京・名古屋・大阪・岡山・福岡）をおはガール→スバにぃが読み上げる。以前の名称は『コロコロ天気キッズ』（1997年 - 2011年3月）→『おげんきてんき!』（2011年4月 - 2015年3月）→『おはおは天気』（2015年4月 - 2016年3月）→『ハイテンションウェザー』（2016年4月 - 6月3日）だった。また、夏休みスペシャル期間中は休止となる。
ナゾトキ学習→ひらめき30→ナゾトキングダム（毎日）
制限時間30秒の謎解きを出題する。10秒ごとにヒントを出す。
おはチェケ
小学生に向けた最新トピックスを紹介する。合言葉は『チェ・ケ・ラ!』。
- MONDAY・TUESDAY・WEDNESDAY：ジャンル問わず様々な情報を紹介。
- THURSDAY：コロコロの最新トピックスが中心。
- FRIDAY：ポケモンの最新トピックスが中心。

爆探おハンターズ（毎日）
ゲーム・ホビー・お菓子など小学生が気になる話題をおハンター達がレポートとして調査する。
ラッキーカラーに変身!メレオ占い（毎日）
エンディングの占いコーナー。様々な色に変身することができるメレオが2色の中からラッキーカラーを決める。
今日の挑戦者は誰だ!? ドキドキOHAミッション（毎日、2017年1月9日 - ）
レギュラー陣がその場で発表されるミッションに挑戦し、どっちっちのシステムで挑戦するレギュラー陣を投票で指名する。視聴者には特定の条件を満たすとはなちゃんかおのちゃんのスペシャル動画を見ることができる。2016年11月18日から2017年1月6日までは『ドキドキチャレンジ』として金曜に放送していた。
実写版『マジで!!まじめくん!』（月曜、2016年4月 - ）
あばれる君が主演を務めるミニドラマ。なお、放送から1週間後にはYouTubeのコロコロチャンネルでも配信されている。
月曜日はナゾ曜日（月曜、2016年5月 - ）
はなちゃんが探偵に扮し頭を回転させスッキリしてもらうため視聴者に電話中継でナゾを解いてもらう。
未来芸人コミヤ ムテーキ計画 アイーダーズアイ（月曜、2016年12月 - ）
34世紀からやってきた未来芸人コミヤが2016年に流行した遊びを体験する。
すぐに使える!カッコエ→語!!!（火曜、2016年5月 - ）
NUWARAとMARUが歓迎に役立つ英語をレクチャーする。
ケンダマクロス（火曜、2016年7月 - ）
レギュラーの4人がケンダマクロスを使ったゲームで遊ぶ（コーナー名は不定期に変わる）。
プロ級小学生に突撃! 現場の唯月です。（火曜、2016年11月 - ）
唯月ふうかがプロ級の特技を持つ小学生に密着するロケコーナー。
デュエル・マスターズ（火曜、2015年4月 - ）
ダイキとノエルがデュエル・マスターズの攻略法や最新情報を紹介する（コーナー名は不定期に変わる）。
キミの一票が運命を決める おはネタ★バトル（水曜、2016年11月 - ）
2組の芸人が登場し、灼熱とネタを披露する。どっちっちのシステムで投票し、勝者は番組の1日サブMCとなり、敗者は即スタジオから退場することになる。
歌って踊れ!カゲゴリクエストアワー（水曜、2016年10月 - ）
カゲヤマが小学生たちの元に出張ロケをし、新旧問わずのヒット曲をゴリラドラムで披露する。
ハッピョーDEハッピー（木曜、2016年5月 - ）
レギュラー陣が抱えている悩みや秘密を発表してハッピーにさせるというプレゼンテーション。
おはスタポケモン部（木曜、2014年11月 - ）
山本博が立ち上げたポケモン好きの芸能人によるポケモンの魅力や最新情報を紹介するコーナー。2015年1月までは月曜日に放送されていた。
MC：山本部長（山本博（ロバート））、しょこたん（中川翔子）
部員：あしとみしんご、ねじ・佐々木ユーキ、らくえん・酒匂森平、ゴールドラッシュ・田邉利博、伊藤澄花、九次元・谷本宗一郎、佐香智久、わたなべるんるん、宮澤じゅり、長谷川ヨシテル、ラバーガール・飛永翼、本宮麻里絵、JP、馬場裕之（ロバート）、マル（木内舞留）、立花ファイヤ　他多数
その他の出演者
MAEDA208 - 入部希望者第一号として登場したポケモン大好き芸人。これまでのアニメポケットモンスターシリーズの放送日をすべて覚えており、他の出演者の誕生日に放送されたアニメのタイトルを見事に言い当てた。しかし何度も挑戦するも一向に入部許可されず、「部員になれない男」というレッテルを貼られてしまっている。地方ロケに参加するなど部員以上に優遇されている事が多かった。その後、ポケモン部に対抗する為の「ポケモン団」を結成した。
小出真保 - あまりポケモンに詳しくないモノマネ芸人。
また、ポケモンゲット☆TVのコーナー「ポケテレなんでも収集団」に、MAEDAも含めた当時の部員全員が出演した。
なるほど!ポケモンゼミナール（木曜、2017年2月 - ）
ポケモン部部員・立花ファイヤがポケモンをよく知らない視聴者のためにポケモンの魅力を紹介する。
ハナダー・マルリーの妖怪0-ファイル（金曜、2016年9月 - ）
ハナダー（はなちゃん）とマルリー（マル）が妖怪ウォッチの最新トピックスを徹底調査する形式で紹介。
ウィスポングランプリ（金曜、2016年9月 - ）
アニメ『妖怪ウォッチ』の名場面を使って視聴者に大喜利をしてもらうコーナー。ウィスパーが天の声を務めている。
ドン・ヌワラ博士のサイエンスワールド（金曜、2017年2月 - ）
ヌワラが科学者に扮して科学実験をするコーナー。

#### 毎年恒例の企画
おはメモリーズ
毎年2月頃から3月まで行われる。卒業の多いこの時期に、全国の小学生の先生などに対するメッセージを紹介する。テーマソングは「サヨナラのかわりに」。ただし、2019年度以降は新型コロナウイルス感染拡大の影響により、幼稚園および小学校へのロケができないことと、コロナ禍による生活様式の変化に伴う影響から放送されなくなった。
バレンタインなんていらない
毎年、バレンタインデー近くに取り上げられる。

### 過去のコーナー

#### 2016年度
今日のどっちっち???（毎日、2016年4月 - 5月）
視聴者からパソコン・スマートフォンによる投票でレギュラー陣にまつわることを決めてもらう。なお、2015年度に放送されたエンディングの占いコーナー『みんなも参加!ニワさんの朝どれタマゴ占い』のシステムを取り入れている。
めざせ!神正解!100%パスカル先生のムチャクチャ抜き打ちテスト（毎日、2016年11月8日 - 12月23日）
コロコロコミックで連載中の漫画『100%パスカル先生』と連動したコーナー。パスカル先生からの問題に視聴者が生電話で答える。国語・算数・理科・社会の中からランダムで決められる。
パズドラクロス（月曜、2016年4月 - 9月）
ユウとアラタがパズドラクロスの攻略法や最新情報を紹介する。このコーナーの最後では本作の激レアモンスターを各1体紹介している。
みんながハマる!?スポッスポッスポーツ!!（火曜、2016年5月 - 7月）
"スポッスポッ"とハマりそうな特殊なスポーツを紹介。番組後半ではレギュラー陣がそれを体験する。
未来のスターはダレだ!? おはネタ★選手権（水曜、2016年5月 - 10月）
よしもと芸人の中から3組の若手芸人が登場し、ここでしか見られないネタを披露する。その中から1番面白かった芸人をどっちっちで投票し、1番票を集めた芸人はおはネタ★スターをゲットすることができる。
OHA!BASKETBALL!（木曜、2016年5月 - 8月）
バスケットボール女子日本代表選手の篠崎澪と町田瑠唯によるバスケットボールのテクニックを紹介。小学5年生の松尾くん（チョコレートプラネット・松尾駿）がその2人からレクチャーをする。

#### 2015年度
おはトピ（毎日）
小学生なら知っておきたいトピックスを女性MCが1〜4つ紹介する。月曜は主に小学館ジュニア文庫の新刊を取り上げることが多い。
きょうのナニキル!（毎日）
登校時や放課後の天気に合う服装を紹介する。
ババン!コトババーン（毎日）
キャラクターMCによる言葉遊びコーナー。曜日によって言葉遊びのジャンルとルールが違うが別の曜日に行うこともある。
- 月曜：ロウニャクナンニョ!（早口言葉）
- 火曜：デンワニデンワ!（ダジャレ）
- 水曜：リンゴリラッパ!（しりとり）
- 木曜：ハンシーシャンフ!（濁点半濁点を取る）
- 金曜：マサカサカサマ!（回文）

ニワさんの朝どれタマゴ占い（毎日）
エンディングの占いコーナー。ニワさんが青タマ・黄タマ・ピンタマのうちどれを産むかを予想する。2015年9月より視聴者がパソコン・スマートフォンから投票できるようになった。
妖怪さん いらっしゃーい（毎日、2015年7月1日 - 12月25日）
スタジオ内のモニターに登場するウィスパーから3つのヒントを出しその妖怪を視聴者の生電話で当ててもらう。月末最後の放送日にその3つの日付を発表し応募条件を満たせば『妖怪ウォッチスタンプシート』がプレゼントされる。タイトルは朝日放送テレビ製作（テレビ朝日系列）の『新婚さんいらっしゃい!』のパロディ。
そうまプレゼンツ!愛のむっち（月曜、2015年4月 - 2016年1月）
そうまのプロデュースでむっちがいろいろなことに挑戦する。
ケンダマクロス（月曜、2015年4月 - 2016年3月）
レギュラーの5人がケンダマクロスで特定のトリックを挑戦する（コーナー名は不定期に変わる）。
フレーフレーキッズ!OHA応援団（月曜、2015年4月 - 8月）
特技のスポーツをがんばっている小学生を応援するコーナー。
リレーでチャレンジ!ぞうきんファイブ（月曜、2015年4月 - 7月）
小学生5人が1組となって、ぞうきんがけレースに挑むコーナー。
きょうのシュミラクラ（月曜、2015年7月 - 2016年3月）
視聴者から送られた顔に見えるものを7〜8つ紹介する。特にメインで取り上げるものは3つに絞ることが多い。
アッキーのリアキション・プリーズ（火曜、2015年4月 - 2016年3月）
ヒロシがakiPadでちょっと変わった文字を打ち、その言葉通りにアッキーの体が反応しリアキションをする。たまにバーバーの体も反応することがある。
バーバーのかんたん!変身クッキング!（火曜、2015年4月 - 2016年3月）
バーバーによるお料理コーナー。おなじみのメニューをアレンジする。
7時7分7秒（火曜、2015年4月 - 2016年3月）
アッキーによる時報。他のコーナーの途中で7時06分50秒〜7時07分00秒にカウントダウンを開始することが多い。時報後は7にまつわる豆知識などを紹介している。
学校!なんでも鑑定団（火曜、2015年5月 - 2016年2月）
小学校の他にはないお宝をいくつか紹介し、そのメインとなるお宝をアッキーが鑑定する。同局で放送中の『開運!なんでも鑑定団』のパロディ。
ドッキドキ小学生ダービぃー!!（水曜、2015年4月 - 2016年2月）
TAKI☆WAYの進行で、小学生グループにお題にそった質問を答えてもらい、レギュラー陣が予想する。
ちゅうえいのエコエコ!ギャグリサイクル（水曜、2015年4月 - 5月）
ちゅうえいがゴミ箱から出した没ネタをリサイクルし1-2個ずつ披露する。
水曜日の学級会（水曜、2015年5月 - 6月）
小学生の悩みにレギュラー陣がどうすればいいか講義をする。
プレッシャーミッション（水曜、2015年5月 - 6月）
流れ星のもとにおはガールもしくはふうかが毎回違うチャレンジに挑む。罰ゲームは足つぼマットの上で「はんちくてーい!」と3回叫ぶ。
ちゅえさんのランドセル占い（水曜、2015年5月 - 12月）
小学生に扮しているちゅうえいのランドセルの中から何が入ってるかを予想する。エンディングの占いコーナー『ニワさんの朝どれタマゴ占い』のパロディ。
ちゅうえいのチュエササイズ!（水曜、2015年6月 - 2016年3月）
ちゅうえいによるエクササイズ。
ポケモンヘッドライン（木曜、2015年4月 - 2016年3月）
ハナマルがポケモンの最新トピックスを紹介する。主にゲーム、アニメ、映画の情報が多い。以前の名称は『ポケトピ』（2015年4月9日 - 5月14日）だった。
みりんの小学校生活で使えるアイドルテク講座（木曜、2015年4月 - 6月）
みりんが小学校生活で役立つアイドル的なテクニックを紹介する。
みりんのやろうぜマイクラGOGOGO!（木曜、2015年4月 - 7月、2016年1月 - 3月）
みりんが『Minecraft: PlayStation Vita Edition』の攻略法や最新情報などを紹介する。
みりんの!マイクラ神キッズGOGOGO!（木曜、2015年9月 - 10月）
Minecraftを使った大会などで活躍する小学生が『Minecraft: PlayStation Vita Edition』で作った力作をみりんが解説する。
地球の平和を守れ!行くぞ!ハナマル軍団!!（木曜、2015年9月 - 2016年3月）
ハナマルが視聴者の飼っている犬・猫・インコなどの動物を紹介しその軍団に入隊させるコーナー。
ハナマルからの挑戦状!木曜 リアルまちがいさがし（木曜、2016年2月 - 3月）
スタジオ内に出現する3つの間違いを視聴者の生電話で答えてもらう。
プリンスあきらの極・週刊!妖怪ウォッチ新聞（金曜、2015年4月 - 2016年3月）
プリンスあきらが妖怪ウォッチの最新トピックスをスポーツ新聞形式で紹介する。以前の名称は『プリンスあきらの週刊!妖怪ウォッチ新聞』（2015年4月10日 - 7月3日）→『プリンスあきらの真・週刊!妖怪ウォッチ新聞』（金曜、2015年7月10日 - 12月25日）だった。
妖怪おなやみバスターズ（金曜、2015年4月 - 6月）
子どもが妖怪のせいにすることで悩む保護者に、はるかたちが解決方法を教える。再現ではプリンスあきらといわいのすけとやまちゃんが家族に扮している。
親子でチャレンジ!妖怪検定（金曜、2015年5月 - 11月）
親子で妖怪ウォッチの妖怪の名前を当てるクイズ。妖怪のポーズを保護者が再現し子どもに名前を当ててもらう。5体正解すると日ノ神特製認定証がもらえ、妖怪ウォッチ 発見!妖怪タウン 東京ソラマチ店→ナムコ・ナンジャタウンで収録が行われていた。
いわはし名人の妖怪ウォッチバスターズ道場（金曜、2015年6月 - 7月）
いわいのすけが『妖怪ウォッチバスターズ 赤猫団/白犬隊』の攻略法や最新情報などを紹介する。
ギョーカイウォッチ（金曜、2015年9月 - 2016年3月）
いわいのすけがギョーカイウォッチで物知りな業界人を召喚して視聴者の疑問に答える。

#### 2014年度
アニメ『LINE TOWN』（毎日、2014年4月7日 - 9月26日）
2013年4月から2014年3月まで放送された人気アニメ『LINE TOWN』の傑作選。
プリン☆シーうらない（毎日、2014年4月7日 - 2015年4月3日）
タカラトミーの女子向けホビー『うらないシール プリン☆シー』のキャラクターを使った、エンディングの占いコーナー。
きょうの妖怪（毎日、2014年5月12日 - 9月26日）
妖怪ウォッチに登場する妖怪を毎日1体ずつ紹介するコーナー。月末最後の放送日にその3つの日付を発表し応募条件を満たせば『妖怪ウォッチスタンプシート』がプレゼントされる。
ヨーでる妖怪検定（毎日、2014年10月8日 - 2015年3月27日）
視聴者が生電話で参加して妖怪ウォッチに登場する妖怪を何体当てられるかというクイズコーナー。
おはおはランキング（毎日、2014年6月2日 - 12月9日）
様々なジャンルの中で小学生が注目しているキーワードのランキングベスト3をVTR形式でラン・KINGとラン・QUEENが紹介する。
ちゅうえいのギャグめっこ（月曜、2014年4月 - 10月）
ちゅうえいが一発ギャグを披露する。笑ったら視聴者の負けとなる。
ひじ祭り（月曜、2014年4月 - 2015年3月）
肘神村の村長（ちゅうえい）による、肘を使ったダンス。
モンスター烈伝 オレカバトル（月曜、2014年4月 - 12月）
モンスター烈伝 オレカバトルの攻略法や最新情報の紹介、テレビアニメ版のみどころを紹介するコーナー。
朝読イイネ!!（月曜、2014年11月 - 2015年3月）
おはガールふわわが小学館ジュニア文庫の注目の新刊を紹介し、内容の一部分を読み上げる。
ギャグでる体操第一（月曜、2015年1月 - 2月）
ちゅうえいがようかい体操第一のパロディを披露してからの一発ギャグを披露する。
オレのオレカ（月曜、2015年1月 - 3月）
たっきーの元で小学生オレカバトラーがオレカバトルの自慢の推しカードを紹介する。このコーナーはコナミ本社内で収録が行われていた。
スーパースペシャルサイエンスショー（火曜、2014年4月 - 2015年3月）
サイエンズによる科学実験コーナー。
マービンの謎解きコレクション ナゾコレ（水曜、2014年4月 - 2015年2月）
マービンによるなぞなぞコーナー。
SUGEE○○みーつけた!（水曜、2014年5月 - 6月）
おはボーイが気になるすごい驚きのものを紹介する。
おはTuberTV（水曜、2014年10月 - 2015年1月）
おはボーイが注目するYouTuberやそれの動画を紹介する。
みんなのマイクラステーション!!（水曜、2014年10月 - 2015年3月）
おはボーイが『Minecraft: PlayStation Vita Edition』の攻略法や最新情報などを紹介する。
レッツ!ドリーム小学生!!（木曜、2014年4月 - 2015年3月）
スーパーテッケンが夢の小学校生活をイラストネタで紹介する。
ホビーさん いらっしゃ〜い!!（木曜、2014年4月 - 2015年3月）
最新のおもちゃを紹介するコーナー。
ももちのことわざももちり博士（木曜、2014年5月 - 2015年2月）
ももちがおなじみのことわざをももち流に一部の言葉を変更して紹介する。
ももちのももゼミ（木曜、2014年5月 - 2015年2月）
小学校教師の免許を持つももちが勉強をクイズで紹介する。挑戦者(特にレギュラー陣)がクリアするとももちの特製グッズがプレゼントされる。
どぶろっくの○○っつーのは!（金曜、2014年4月 - 9月）
小学生の些細な思いをどぶろっくが歌で表現する。採用されると目覚まし時計『どぶクロック』をプレゼントされる。

#### 2011年度
おはガールメープルのミラテク（2011年4月 - 9月）
バトンの様々な技をおはガールメープルの3人が紹介する.なお末期はメンバー交代もあったため生田の担当日は生田の挑戦コーナーになっていた。

#### 2009年度
司会のっとり企画
2010年1月4日から始まった企画で、司会であるやまちゃんをあらゆる方法で奪い、各曜日のレギュラー陣が考えた企画である。やまちゃんを動けない状態にして像のようにしたり、声を消してみたり、高いところにものを置き取りに行かせ、下には生き物を置いたり、マッチョの人を4人呼び祭りのお神輿のように上げたり、自分の相方にふさわしい人やバレンタインチョコを誰からほしいかとアンケートを取らされたりとさまざまである。最終的にやまちゃんが自分の席「メインMCステーション（司会者席）」を作成し、そこには、サウンドエフェクトがいくつかついており、2011年4月1日まではそれを使って放送していた。
| 期間              | 担当                             | 備考                                                         |
| ----------------- | -------------------------------- | ------------------------------------------------------------ |
| 1月4日 - 1月8日   | 久住小春                         | -                                                            |
| 1月11日 - 1月15日 | アンガールズ                     | 1月14日のみ代役響（小林優介・長友光弘）                      |
| 1月18日 - 1月22日 | 鉄拳とおはガール                 | -                                                            |
| 1月25日 - 1月29日 | 南海キャンディーズ（しずちゃん） | 1月25日・28日欠席・1月28日のみ代役ハリセンボン（箕輪はるか） |

#### 1997年から2000年のコーナー
おはおはファイト
テーマ曲『OHA OHA FIGHT!』(歌:水木一郎)とCGキャラクターの映像に乗せて3種類のポーズ「やまちゃん」「レイモンド」「おはガール」で行われるジャンケン。スタジオで実際にレイモンドとおはガールの勝負が行われる。
ヨシモト昆虫大図鑑ムチッ子物語
ヨシモトムチッ子物語のコーナー。
ポケモン金銀 オレに訊けって!!
イマクニ?とベッキーによる『ポケットモンスター 金・銀』のコーナー。
今日のだいちゃん
毎日ほとんどの場合は動かないだいちゃんの様子が映し出される15秒のコーナー。
ベッキーのドンキーコング大作戦
ドンキーコング (アニメ)関連のコーナー。
PoKéMoN THE WORLD
ベッキーによるポケットモンスターに絡めた英会話のコーナー。

### 夏休みスペシャル
夏休みスペシャルは、毎年7月下旬から8月下旬まで行われている。

#### これまで収録された場所
- 東武動物公園 東武スーパープール（xxxx年 - 2013年、2016年）[4]
- 浅草花やしき（2007年） - おはガール、鉄拳王
- 富士山（2007年） - せとくん
- 日本科学未来館（2008年） - おはガール、レオナルド・ダ・テッケン
- エプソン 品川アクアスタジアム（2008年） - SHIPS、タナまね
- マザー牧場（2009年） - タナッキー&やまね
- 葛西臨海水族園（2009年） - おはガール、小春
- 国立科学博物館（2009年） - レオナルド・ダ・テッケン、波人、しずちゃん
- ユニバーサル・スタジオ・ジャパン（2010年） - 小春、波人、潮
- 国際宇宙ステーション（2010年） - タナマッチョ、ドクターヤマンネン
- 横浜・八景島シーパラダイス（2010年） - しおり（おはガール）、波人、しずchan
- 富士急ハイランド・富士サファリパーク（2011年） - 小春、ハライチ
- 栃木県日光市各所（東照宮・中禅寺湖・日光猿軍団・日光霧降高原チロリン村・とりっくあーとぴあ日光）（2011年） - おはガールメープル、レオナルド・ダ・テッケン
- 海老名サービスエリア（2011年） - スポーツマスター44O、北神未海
- さがみ湖リゾート プレジャーフォレスト（2012年） - なつみ（おはガール）、ハライチ[5]、超次元ナイト タイコウ
- 東京スカイツリータウン（2012年） -　ゆうな（おはガール）、たいし、レオナルド・ダ・テッケン
- ソニー・エクスプローラサイエンス、国立科学博物館（2012年） - イワ〜イ[6]、よしのすけ、小春、ひなこ（おはガール）
- さがみ湖リゾート プレジャーフォレスト（2013年） - ゆうな（おはガール）、イワ〜イ、タナフラワー
- 幕張メッセ からだのひみつ大冒険2013（2013年） - ひなこ（おはガール）、たいし、イワ〜イ
- グアム（2013年） - ひなこ（おはガール）、よしのすけ
- すみだ水族館（2014年） - どぶろっく、おはガールふわわ
- 富士サファリパーク（2014年） - 流れ星、しゅり（おはガール）、ユウキ（おはボーイ）
- 鳥取県各所（鳥取砂丘・鳥取砂丘ジオパークセンター・砂の美術館・山陰海岸学習館・JF鳥取県漁協・わったいな・海陽亭）（2014年） - マービン、さや（おはガール）、ユウキ（おはボーイ）
- 群馬県各所（道の駅川場田園プラザ・発知渓流つりセンター・たんばらラベンダーパーク・牛や清）（2014年） - サイエンズ、ももち、コウスケ（おはボーイ）
- 富士サファリパーク（2015年） - いわいのすけ、ふうちゃん、あやな（おはガール）
- ツインリンクもてぎ（2015年） - 流れ星、あいみ（おはガール）、れい（おはガール）
- 栃木県日光市各所（東照宮・ナオック鬼怒川・鬼怒川温泉 小原沢・東武ワールドスクウェア）（2015年） - プリンスあきら、いわいのすけ、れい（おはガール）
- クックパッド本社（2015年） - こじるり、いわいのすけ、みりん、あいみ（おはガール）
- 東武スカイツリーライン（東京スカイツリータウン・東武ワールドスクウェア）（2016年） - マル、JP、MAEDA208、哀川翔[7]、みらい（おはガール）、なのか（おはガール）[8]
- 富士サファリパーク（2016年） - マル、バンビーノ、みらい（おはガール）、さーちゃん（おはガール）
- ユニバーサル・スタジオ・ジャパン（2017年） - お笑い戦隊ボケルメン、なのか（おはガール）
- さがみ湖リゾート プレジャーフォレスト（2017年） - マル、さーちゃん（おはガール）、ボケルメンレッド、ボケルメンブルー、小島よしお
- 日光・鬼怒川エリア（日光東照宮・下今市SL資料館・SL大樹・東武ワールドスクウェア）(2017年)　-　岡本夏美（元おはガール）、みらい（おはガール）、さな（おはガール）、立花ファイヤ、ヌワラ[9]
- ひらかたパーク（2017年） - 山本部長、立花ファイヤ、マル、なのか（おはガール）
- 富士サファリパーク（2018年） - くるみん（おはガール）、柴田英嗣（アンタッチャブル）、池田レイラ（完熟フレッシュ）、加藤里保菜
- 東武スカイツリーライン（東京ソラマチ・首都圏外郭放水路・SL大樹・鬼怒川温泉）（2018年） - ふなっき（おはガール）、徳井健太（平成ノブシコブシ）、チョコレートプラネット、佐々木彩夏（元おはキッズ）[10]、ヌワラ、鈴木奈々[11]
- ユニバーサル・スタジオ・ジャパン（2018年） - イノサク（おはガール）、さつき（おはガール）、白本彩奈（元おはガール）、下垣真香（元おはガール）、霜降り明星
- 東京ドームシティアトラクションズ（2018年） - さつき（おはガール）、サンシャイン池崎、古川未鈴（でんぱ組.inc）、三四郎